# Iambiodes
Iambiodes là một chi bướm đêm thuộc họ Noctuidae.